# فريدريك ستانلي
فريدريك ستانلي (5 نوفمبر 1923 في نيوزيلندا - 22 أكتوبر 1993) (بالإنجليزية: Frederick Stanley)‏ هو لاعب كريكت نيوزلندي.

## وصلات خارجية
- فريدريك ستانلي على موقع إي آس بي آن كريك إنفو (الإنجليزية)